# Zoran Petrović (játékvezető)
Zoran Petrović (szerbül: Зоран Петровић) (Belgrád, 1952. április 10. – 2024. augusztus 8.) szerb nemzetközi labdarúgó-játékvezető. Polgári foglalkozása mérnök. Mai lakhelye Kanada.

## Pályafutása

### Vízilabdázóként
Amerikában, Los Angeles városában rendezték, a XXIII., az 1984. évi nyári olimpiai játékok vízilabda tornájának végső szakaszát, ahol a Jugoszláv csapat tagjaként aranyérmet szerzett.

### Nemzeti játékvezetés
A játékvezetői vizsgát 1970-ben tette le. A küldési gyakorlat szerint rendszeres partbírói tevékenységet is végzett. 1979-ben lett az I. Liga játékvezetője. A nemzeti játékvezetéstől 1997-ben vonult vissza. Első ligás mérkőzéseinek száma: 187.
| Időpont           | Helyszín             | Mérkőzés típusa        | Mérkőzés             | Eredmény |
| ----------------- | -------------------- | ---------------------- | -------------------- | -------- |
| 1982. április 14. | JNA Stadion, Belgrád | első bajnoki mérkőzése | Red Star–FK Partizan | 4 – 1    |

#### Nemzeti kupamérkőzések
Vezetett kupadöntők száma: 2.

##### Jugoszláv labdarúgókupa
| Időpont         | Helyszín             | Mérkőzés típusa        | Mérkőzés                     | Eredmény | Nézők száma |
| --------------- | -------------------- | ---------------------- | ---------------------------- | -------- | ----------- |
| 1987. május 9.  | JNA Stadion, Belgrád | döntő                  | HNK Hajduk Split–HNK Rijeka  | 1 – 1    | 30 000      |
| 1992. május 21. | JNA Stadion, Belgrád | döntő második mérkőzés | FK Partizan–FK Crvena zvezda | 2 – 2    | 39 370      |

### Nemzetközi játékvezetés
A Jugoszláv labdarúgó-szövetség Játékvezető Bizottsága (JB) terjesztette fel nemzetközi játékvezetőnek, a Nemzetközi Labdarúgó-szövetség (FIFA) 1981-től tartotta nyilván bírói keretében. A FIFA JB központi nyelvei közül a angolt beszéli. 1991.-ben Jugoszlávia szétválása miatt megszűnt a FIFA tagsága. A Szerb labdarúgó-szövetség JB 1993-ban újra felterjesztette nemzetközi játékvezetőnek. Több nemzetek közötti válogatott és klubmérkőzést vezetett, működő társának partbíróként illetve 4. bíróként segített. 1994-1997 között a Japán labdarúgó-szövetséggel profi szerződést kötött, a J. League játékvezetője lett. Mérkőzésvezetésen túl a japán játékvezetőket oktatta, segítette szakmai fejlődésüket. A szerb nemzetközi játékvezetők rangsorában, a világbajnokság-Európa-bajnokság sorrendjében többedmagával az 1. helyet foglalja el 17 találkozó szolgálatával. Az aktív nemzetközi játékvezetéstől 1997-ben búcsúzott. Nemzetközi mérkőzéseinek száma: 54. Válogatott mérkőzéseinek száma: 20.

#### Labdarúgó-világbajnokság
A világbajnoki döntőhöz vezető úton Mexikóba a XIII., az 1986-os labdarúgó-világbajnokságra, Olaszországba a XIV., az 1990-es labdarúgó-világbajnokságra, illetve Amerikai Egyesült Államokba a XV., az 1994-es labdarúgó-világbajnokságra a FIFA JB bíróként alkalmazta. Selejtező mérkőzéseket az UEFA és az AFC zónákban vezetett. A FIFA JB elvárása szerint, ha nem vezetett, akkor partbíróként tevékenykedett. 1986-ban kettő csoportmérkőzés közül az egyiken, illetve az egyik elődöntőn egyes számú besorolást kapott, játékvezetői sérülés esetén továbbvezethette volna a találkozót. 1990-ben egy csoportmérkőzésen és az egyik nyolcaddöntőn 2. pozícióban szolgált. Világbajnokságon vezetett mérkőzéseinek száma: 4 + 5 (partbíró).

##### 1986-os labdarúgó-világbajnokság

###### Selejtező mérkőzés
| Időpont            | Helyszín                           | Mérkőzés típusa           | Mérkőzés                  | Eredmény | Nézők száma |
| ------------------ | ---------------------------------- | ------------------------- | ------------------------- | -------- | ----------- |
| 1984. december 16. | Nemzeti Stadion, Ta’ Qali          | előselejtező (2. csoport) | Málta–NSZK                | 2 – 3    | 35 102      |
| 1985. május 19.    | Olimpiai Stadion, Athén            | előselejtező (1. csoport) | Görögország–Lengyelország | 1 – 4    | 52 500      |
| 1985 augusztus 28. | Dan Păltinișanu Stadion, Timișoara | előselejtező (3. csoport) | Románia–Finnország        | 2 – 0    | 45 000      |

###### Világbajnoki mérkőzés
| Időpont          | Helyszín                         | Mérkőzés típusa              | Mérkőzés                   | Eredmény | Nézők száma |
| ---------------- | -------------------------------- | ---------------------------- | -------------------------- | -------- | ----------- |
| 1986. június 11. | Estadio Azteca, Mexikóváros      | csoportmérkőzés (B. csoport) | Irak–Mexikó                | 0 – 1    | 103 763     |
| 1986. június 17. | Universitario Stadion, Monterrey | egyik nyolcaddöntő           | Marokkó–Nyugat-Németország | 0 – 1    | 19 800      |

##### 1990-es labdarúgó-világbajnokság

###### Selejtező mérkőzés
| Időpont            | Helyszín                   | Mérkőzés típusa           | Mérkőzés                      | Eredmény | Nézők száma |
| ------------------ | -------------------------- | ------------------------- | ----------------------------- | -------- | ----------- |
| 1989. március 8.   | Népstadion, Budapest       | előselejtező (6. csoport) | Magyarország–Írország         | 0 – 0    | 33 966      |
| 1989. október 16.  | Nemzeti Stadion, Szingapúr | döntő csoport             | Katar–Szaúd-Arábia            | 1 – 1    |             |
| 1989. október 24.  | Nemzeti Stadion, Szingapúr | döntő csoport             | Egyesült Arab Emírségek–Katar | 1 – 1    |             |
| 1989. november 15. | Olimpiai Stadion, Athén    | előselejtező (1. csoport) | Görögország–Bulgária          | 1 – 0    | 1500        |

###### Világbajnoki mérkőzés
| Időpont          | Helyszín                       | Mérkőzés típusa              | Mérkőzés              | Eredmény | Nézők száma |
| ---------------- | ------------------------------ | ---------------------------- | --------------------- | -------- | ----------- |
| 1990. június 16. | Sant'Elia stadion, Cagliari    | csoportmérkőzés (F. csoport) | Anglia–Hollandia      | 0 – 0    | 35 267      |
| 1990. június 20. | Luigi Ferraris Stadion, Genova | csoportmérkőzés (C. csoport) | Svédország–Costa Rica | 1 – 2    | 30 223      |

###### Selejtező mérkőzés
| Időpont            | Helyszín                 | Mérkőzés típusa           | Mérkőzés         | Eredmény | Nézők száma |
| ------------------ | ------------------------ | ------------------------- | ---------------- | -------- | ----------- |
| 1993. november 17. | Hardturm Stadion, Zürich | előselejtező (1. csoport) | Svájc–Észtország | 4 – 0    | 21 000      |

#### Labdarúgó-Európa-bajnokság

##### U21-es labdarúgó-Európa-bajnokság
A tornának nem volt kijelölt házigazdája. A 6., az 1988-as U21-es labdarúgó-Európa-bajnokságon az UEFA JB bíróként alkalmazta.

###### 1988-as U21-es labdarúgó-Európa-bajnokság
| Időpont           | Helyszín                 | Mérkőzés típusa              | Mérkőzés      | Eredmény |
| ----------------- | ------------------------ | ---------------------------- | ------------- | -------- |
| 1987. december 2. | Központi Stadion, Szófia | csoportmérkőzés (8. csoport) | Bulgária–NSZK | 1 – 2    |

---
Az európai labdarúgó torna döntőjéhez vezető úton Nyugat-Németországba a VIII., az 1988-as labdarúgó-Európa-bajnokságra, Svédországba a IX., az 1992-es labdarúgó-Európa-bajnokságra valamint Angliába a X., az 1996-os labdarúgó-Európa-bajnokságra az Európai Labdarúgó-szövetség (UEFA) JB játékvezetőként foglalkoztatta.

##### 1988-as labdarúgó-Európa-bajnokság

###### Selejtező mérkőzés
| Időpont           | Helyszín                               | Mérkőzés típusa           | Mérkőzés                  | Eredmény | Nézők száma |
| ----------------- | -------------------------------------- | ------------------------- | ------------------------- | -------- | ----------- |
| 1986. október 29. | Gellertstraße Stadion, Karl-Marx-Stadt | előselejtező (3. csoport) | NDK–Izland                | 2 – 0    | 18 000      |
| 1987. április 29. | Olimpiai Stadion, Athén                | előselejtező (5. csoport) | Görögország–Lengyelország | 1 – 0    | 70 000      |

##### 1992-es labdarúgó-Európa-bajnokság

###### Selejtező mérkőzés
| Időpont              | Helyszín                          | Mérkőzés típusa           | Mérkőzés                 | Eredmény | Nézők száma |
| -------------------- | --------------------------------- | ------------------------- | ------------------------ | -------- | ----------- |
| 1990. november 14.   | Makario Stadion, Nicosia          | előselejtező (3. csoport) | Ciprus–Norvégia          | 0 – 3    | 2133        |
| 1991. május 1.       | HDI-Arena, Hannover               | előselejtező (5. csoport) | Németország–Belgium      | 1 – 0    | 52 363      |
| 1991. szeptember 25. | Lenin Stadion, Moszkva            | előselejtező (3. csoport) | Szovjetunió–Magyarország | 2 – 2    | 34 973      |
| 1991. november 13.   | Beşiktaş İnönü Stadion, Isztambul | előselejtező (7. csoport) | Törökország–Írország     | 1 – 3    | 33 061      |

##### 1996-os labdarúgó-Európa-bajnokság

###### Selejtező mérkőzés
| Időpont         | Helyszín             | Mérkőzés típusa           | Mérkőzés              | Eredmény | Nézők száma |
| --------------- | -------------------- | ------------------------- | --------------------- | -------- | ----------- |
| 1995. június 3. | Antas Stadion, Porto | előselejtező (6. csoport) | Portugália–Lettország | 3 – 2    | 40 000      |

#### Nemzetközi kupamérkőzések
Vezetett kupadöntők száma: 2.

##### UEFA-kupa
Az 1986–1987-es UEFA-kupasorozatban tevékenykedett bíróként.
| Időpont          | Helyszín                     | Mérkőzés típusa           | Mérkőzés                  | Eredmény | Nézők száma |
| ---------------- | ---------------------------- | ------------------------- | ------------------------- | -------- | ----------- |
| 1986. október 1. | ETO Park, Győr               | előselejtező (1. forduló) | Rába ETO–FK Dinama Minszk | 1 – 0    |             |
| 1992. május 13.  | Olimpiai Stadion, Amszterdam | döntő második mérkőzés    | AFC Ajax–Torino FC        | 0 – 0    | 42 000      |

##### UEFA-szuperkupa
| Időpont            | Helyszín                         | Mérkőzés típusa        | Mérkőzés              | Eredmény | Nézők száma |
| ------------------ | -------------------------------- | ---------------------- | --------------------- | -------- | ----------- |
| 1990. november 29. | Renato Dall'Ara Stadion, Bologna | döntő második mérkőzés | AC Milan–UC Sampdoria | 2 – 0    | 20 942      |

##### Kupagyőztesek Európa-kupája
| Időpont          | Helyszín           | Mérkőzés típusa           | Mérkőzés                             | Eredmény |
| ---------------- | ------------------ | ------------------------- | ------------------------------------ | -------- |
| 1990. október 3. | PMFC Stadion, Pécs | előselejtező (1. forduló) | Pécsi Mecsek FC–Manchester United FC | 0 – 1    |

#### Magyar női labdarúgó-válogatott
| Időpont           | Helyszín            | Mérkőzés típusa            | Mérkőzés                 | Eredmény | Nézők száma |
| ----------------- | ------------------- | -------------------------- | ------------------------ | -------- | ----------- |
| 1986. március 22. | Városi Stadion, Niš | felkészülési (7. mérkőzés) | Jugoszlávia–Magyarország | 1 – 1    | 8000        |

## Sportvezetőként
Aktav pályafutását befejezve a FIFA JB és az UEFA JB keretében nemzetközi ellenőrként szolgál.

## Szakmai sikerek
- Az IFFHS (International Federation of Football History & Statistics) 1987-2011 évadokról tartott nemzetközi szavazásán 151, játékvezető besorolásával minden idők 53, legjobb bírójának rangsorolta, holtversenyben Claus Bo Larsen, Keith Hackett, Terje Hauge társaságában. A 2008-as szavazáshoz képest 8 pozíciót hátrább lépett.
- 1994-ben és 1996-ban a Szerb JB az Év Játékvezetője címmel ismerte el szakmai felkészültségét.

## Külső hivatkozások
- Zoran Petrović. World Referee. [2014. július 14-i dátummal az eredetiből archiválva]. (Hozzáférés: 2014. július 5.)
- Zoran Petrović. footballzz.com. (Hozzáférés: 2014. július 5.)
- Zoran Petrović. footballdatabase.eu. (Hozzáférés: 2014. július 5.)
- Zoran Petrović. football-lineups.com. (Hozzáférés: 2014. július 5.)
- Zoran Petrović. scoreshelf.com. [2015. április 6-i dátummal az eredetiből archiválva]. (Hozzáférés: 2014. július 5.)
- Zoran Petrović. eu-football.info. (Hozzáférés: 2014. július 5.)
- Zoran Petrović. worldfootball.net. (Hozzáférés: 2014. július 5.)
- Zoran Petrović. webot.org. (Hozzáférés: 2014. július 5.)
- Zoran Petrović. blogspot.hu. [2014. július 14-i dátummal az eredetiből archiválva]. (Hozzáférés: 2014. július 5.)

| Elődje: Colic (Belgrád) | Jugoszláv labdarúgókupa döntő 1986–1987 | Utódja: Zuber (Backa Topola) |

| Elődje: Sava Avramović | Jugoszláv labdarúgókupa döntő 1991–1992 | Utódja: Radislav Rabrenović |